# Корниевский, Иван Никитич
Иван Никитич Корниевский (20 февраля 1910 — 12 июня 1984) — русский католический священник византийского обряда, участник Русского апостолата, деятель Русского Зарубежья.

## Биография

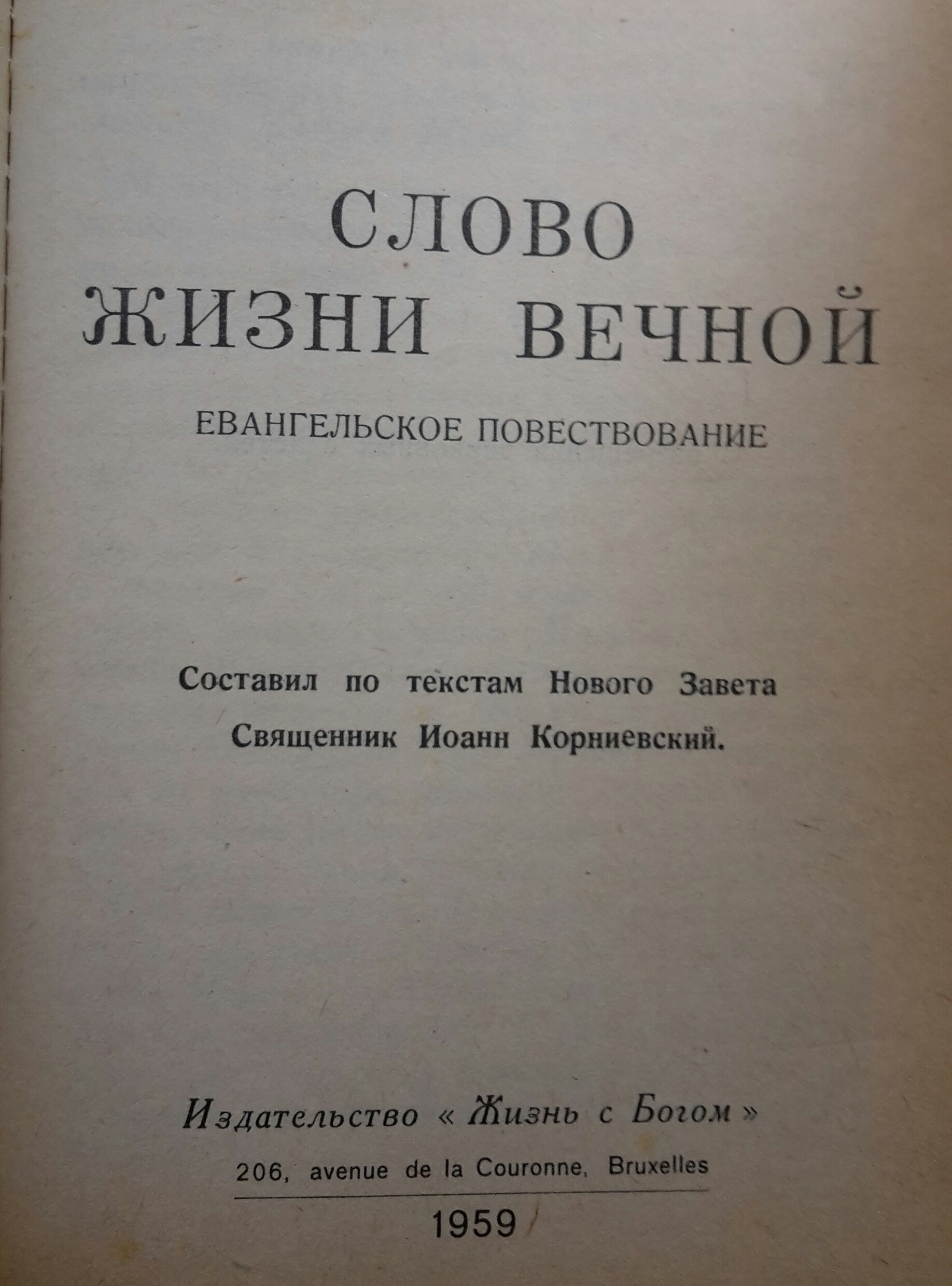
Титульный лист книги «Слово жизни вечной» составленной и подготовленной к печати в издательстве «Жизнь с Богом» И. Корниевским в 1959 г.

Родился 20 февраля 1910 в селе Оконешниково Тобольской губернии в зажиточной семье.
В 1928, чтобы избежать раскулачивания, семья перебралась на Украину. После школы служил в армии, был интендантом, дослужился до звания майора, был начальником финансового отделения 24-го стрелкового полка (41-я стрелковая дивизия). В июне 1941 года попал в плен. Затем оказался в Бельгии и отказался возвращаться в СССР. Принял католичество. С 1950 года — учащийся коллегии Руссикум в Риме, рукоположён в священный сан по византийскому обряду в 1955 году.
Привлекался к подготовке передач русской редакции Радио Ватикана.
С 1956 года на пастырской работе в Германии (в частности, служил в Фатимской часовне возле Мюнхена), затем в Бельгии работал до 1961 года в русской католической миссии в издательстве «Жизнь с Богом».
Сотрудничал с епископом Павлом (Мелетьевым), служил в храме Благовещения Пресвятой Богородицы.
В 1958 года был секретарём Объединения священников-выпускников Руссикума.
Принимал участие в издании журнала «Россия и Вселенская церковь».
Получал материальную помощь, состоял в переписке с итальянской благотворительницей Бетти Амбивери, посещал её на фамильной вилле в Сериате.
В 1962 году Иоанн, получивший бельгийский паспорт, поехал в Хельсинки для посещения иконописного центра Роберта де Калуве. В Хельсинки он зашёл в советское посольство, пытаясь добиться разрешения на поездку в СССР. При неясных обстоятельствах он выехал или был похищен и вывезен в СССР, где судим за «шпионаж», но впоследствии реабилитирован.

Воссоединился с семьёй и жил в Запорожье, богослужения совершал у себя на квартире. Скончался 12 июня 1984 года после перенесённого инсульта, похоронен на Осипенковском кладбище.

## Публикации
- «Евангелие для детей»
- Иоанн Корниевский. Слово жизни вечной: Евангельское повествование. — Брюссель : Жизнь с Богом, 1959. — 508 с.